# Diénay
Diénay település Franciaországban, Côte-d’Or megyében. Lakosainak száma 383 fő (2022. január 1.). Diénay Is-sur-Tille, Chaignay, Saulx-le-Duc és Villecomte községekkel határos.

## Népesség
A település népességének változása:
| Lakosok száma | 205  | 230  | 241  | 252  | 335  | 359  | 376  | 377  | 378  | 383  |
|               | 1968 | 1982 | 1990 | 2006 | 2013 | 2015 | 2017 | 2019 | 2020 | 2022 |